# Trennbach-Kapelle

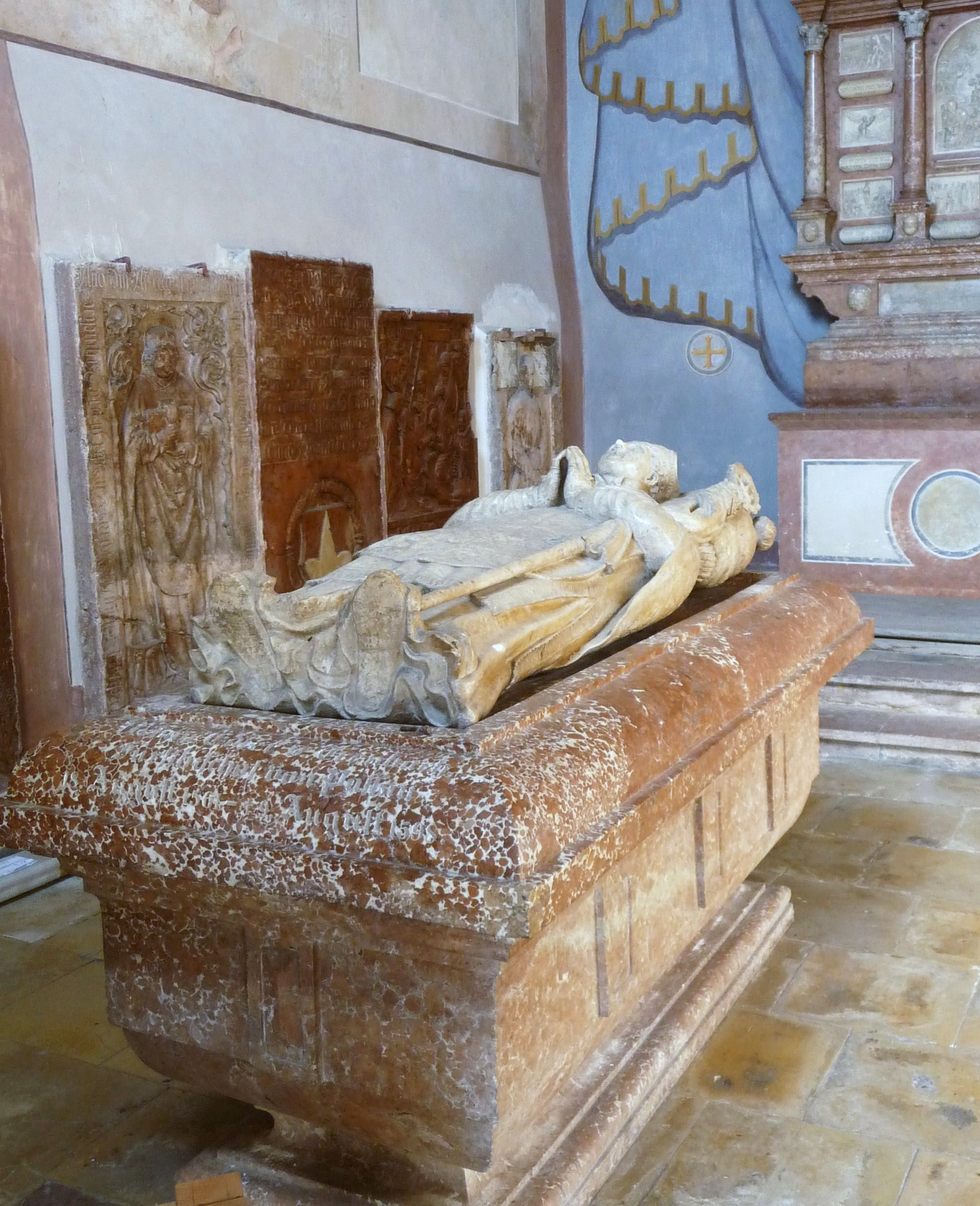
Das Hochgrab

Die Trennbach-Kapelle oder eigentlich Dreifaltigkeitskapelle, auch Trenbach-Kapelle oder Trenbachkapelle, ist die kleinste der vier Kapellen am ehemaligen Domkreuzgang des Passauer Domes und Grablege von Fürstbischof Urban von Trennbach († 1598).

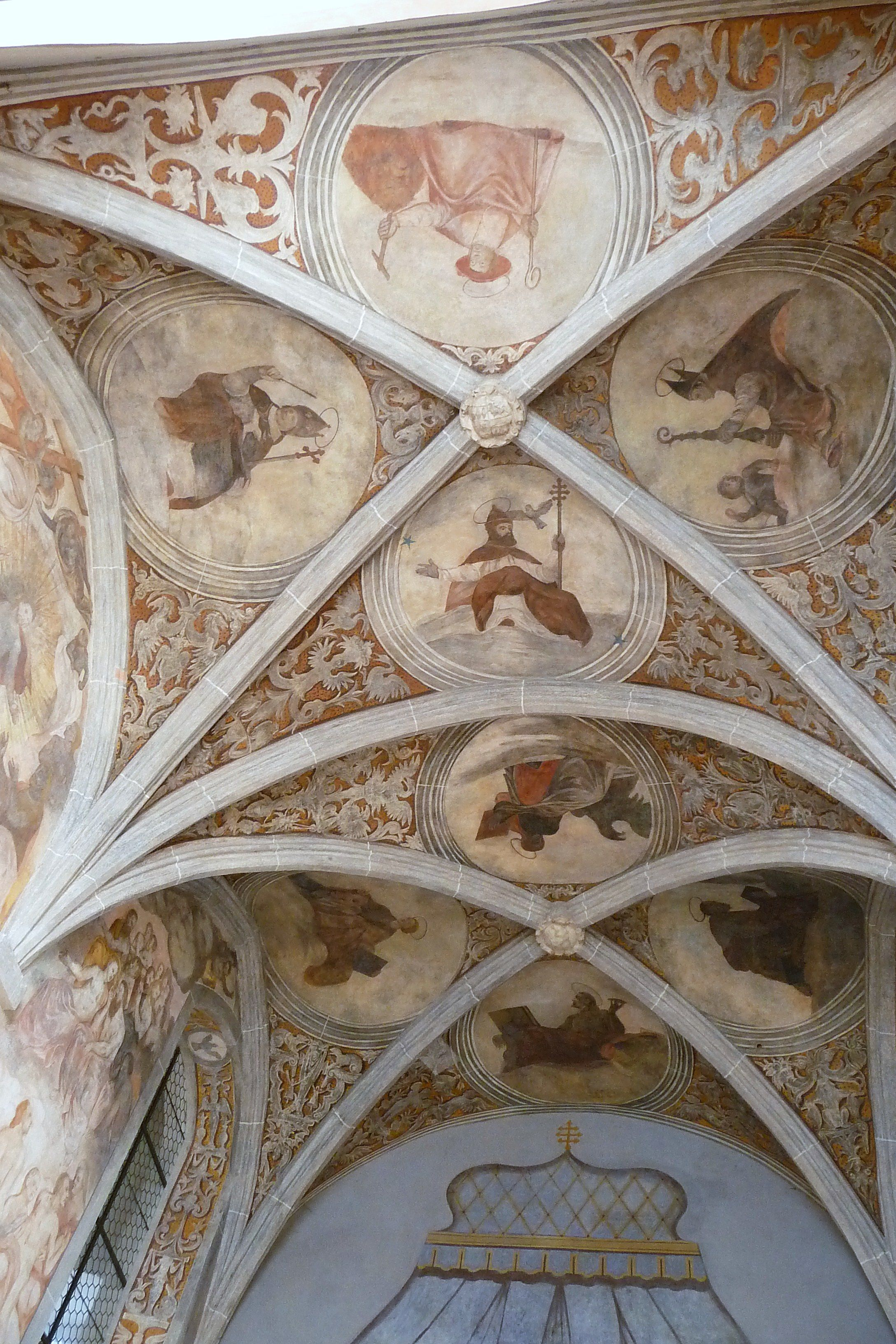
Blick in das Gewölbe

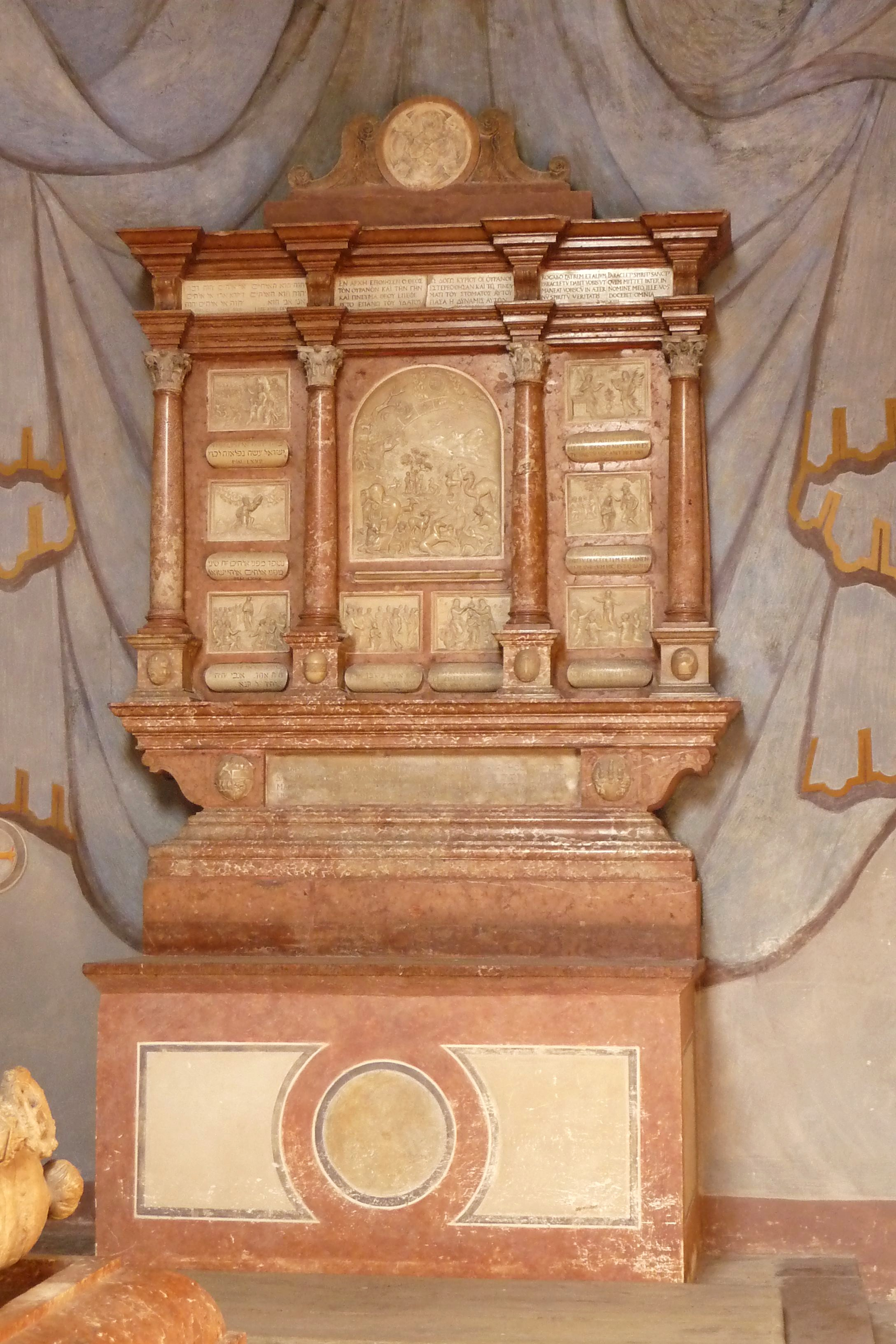
Der Marmoraltar

Sie liegt an der Westseite des Domhofes, ehemals Westtrakt des 1812 abgebrochenen Kreuzganges, gegenüber der Andreaskapelle. Die Kapelle ist ein rechteckiger Neubau von 1568 bis 1572, der mit einem zweijochigen Kreuzrippengewölbe in den gotischen Domkreuzgang gesetzt wurde. Die für ihre Entstehungszeit ungewöhnlichen Rippen haben vor allem dekorativen Charakter.
Die Kapelle besitzt eine lebhafte Bemalung. Im Gewölbe der Kapelle sind, in Medaillons eingefügt und umrankt von Grotesken, im ersten Joch die Kirchenväter und im zweiten Joch die Evangelisten mit ihren Attributen dargestellt. Das große Fresko links vom Eingang stellt die Auferstehung der Toten zum Jüngsten Gericht dar, daneben sind der Sündenfall im Paradies (Epitaph an der Stirnwand, Mitte) sowie die Heilserwartung des Alten wie des Neuen Bundes (Epitaph an der Stirnwand, Seitenbilder) zu sehen.
Die Mitte des Raumes bildet das etwa 1570 bis 1580 angefertigte Hochgrab des Stifters. Vom Eingang aus an der rechten Wand ist sein Stammbaum abgebildet. Die Wand ist in der Art eines Kolumbariums bemalt und enthält über 140 inschriftliche Einträge zu Vorfahren des Bischofs. In der Kapelle befinden sich auch noch weitere Grabsteine, so unter anderem der von Hans Gerl, Trennbachs Hofnarren.
Von Bedeutung ist auch ein dreiteiliger Altar aus rotem Marmor und gelbgrauem Kalkstein. Er stammt aus dem frühen 17. Jahrhundert und zeigt auf seinen Reliefs Szenen aus dem Alten und dem Neuen Testament. Diese sind typologisch aufeinander bezogen und mit Inschriften in lateinischer, griechischer und hebräischer Sprache erläutert.

## Nachweise
1. ↑  Archivierte Kopie (Memento des Originals vom 25. März 2010 im Internet Archive)  Info: Der Archivlink wurde automatisch eingesetzt und noch nicht geprüft. Bitte prüfe Original- und Archivlink gemäß Anleitung und entferne dann diesen Hinweis.